# 小維亞濟沃克
49°59′26″N 32°51′57″E / 49.99056°N 32.86583°E
小維亞濟沃克（烏克蘭語：Малий В'язівок），是烏克蘭的村落，位於該國中部波爾塔瓦州，由盧布尼區負責管轄，處於斯利波里德河左岸，海拔高度140米，2001年人口153。